# Jacinto Julio Rodríguez Mendoza
Jacinto Julio Rodríguez Mendoza es un abogado de nacionalidad peruana, actualmente se desempeña como vocal de la Corte Suprema de Justicia del Perú, a la que fue nominado luego de obtener un puntaje de 151.50 en la prueba de aptitudes que determinan las normas nacionales, fue elegido por sobre un total de 59 postulantes.
Dentro de la Corte, preside la Primera Sala de Derecho Constitucional y Social Transitoria. En 2009 se le encargo varias funciones delegadas por el presidente del Poder Judicial, dejando a cargo en dicha sala al Juez Javier Arévalo Vela.

## Casos notables
Desde que fue incorporado a la Corte, Rodríguez Mendoza participó en la resolución de varios casos de importancia en el Perú. En diciembre de 2016 la Corte propuso una nueva escala salarial para los trabajadores judiciales, con el objetivo de romper una huelga en dicho sector .
Ese mismo mes, la Sala de Derecho Constitucional de la que Rodríguez Mendoza forma parte, resolvió de forma rápida más de 1600 casos a favor de los demandantes, en su mayoría pensionistas mayores de 75 años y enfermos de gravedad, en un caso líder relacionado con ese sector.